# Metiolkine
Metiólkine (en ucraniano: Метьолкіне, en ruso: Метёлкино, romanizado: Metiólkino) es un asentamiento urbano ucraniano perteneciente al óblast de Lugansk. Situada en el noreste del país, forma parte del municipio de raión de Severodonetsk y también del mismo municipio.
La ciudad se encuentra ocupada por Rusia desde junio de 2022, siendo administrada como parte de la de facto República Popular de Lugansk. 

## Geografía
Metiólkine está 5 km al oeste de Severodonetsk y a 68 de Lugansk.

## Historia
Metiólkine se menciona por primera vez por escrito en 1694, fundado por campesinos venidos de la región de Bélgorod por iniciativa de Grigori Potiomkin. La localidad lleva el nombre de su fundador Terenti Metiolkin.
El pueblo obtuvo su estatus de asentamiento de tipo urbano en 1958.
El 20 de junio de 2022, se anunció que el ejército ucraniano había perdido el control de Metiólkine en favor de los rusos, en el marco de la invasión rusa de Ucrania de 2022.

## Demografía
La evolución de la población entre 1989 y 2021 fue la siguiente:
| 716                                                           | 699 | 741 | 773 | 785 |
| (Fuente: Cities & Towns of Ukraine y UKRAINE: Größere Städte) |     |     |     |     |

Según el censo de 2001, la gran mayoría de la población tiene como lengua materna el ruso (79,47%), seguidos por los hablantes de ucraniano (19,43%).

## Infraestructura

### Arquitectura y monumentos
En el pueblo de Metiólkine hay una fosa común de soldados soviéticos que murieron en 1943 en la Segunda Guerra Mundial y en 1956, se erigió un monumento en la tumba. Además, en el pueblo en 1965 se erigió un monumento a los habitantes de Metiólkine, que murieron en la guerra.